# Ernesto Terra
Ernesto Terra (Atri, 28 maggio 1978) è un ex calciatore italiano, di ruolo difensore.

## Carriera
Comincia la carriera in eccellenza nella Renato Curi, dove seppur molto giovane gioca tre stagioni da titolare. Successivamente passa ai laziali del Sora dove rimane per cinque stagioni e conquista una promozione in Serie C1, per poi rimanere per un anno sia nel Catania che nel Pescara, nell'Atalanta (con cui nella stagione 2005-2006 ha vinto un campionato di Serie B), nell'Arezzo e nel Grosseto, sempre in Serie B, prima di fare ritorno all'Arezzo, in Serie C.
Successivamente Terra, dopo aver trascorso 2 stagioni con l'Arezzo, passa alla squadra Sorrento dove milita fino al 2012, collezionando 56 presenze in campionato, prima di tornare al Sora, sua seconda casa.

### ASD Città Monte San Giovanni Campano
È stato il capitano della squadra di Monte San Giovanni Campano che milita in Promozione fino al 06 maggio 2018, data del suo ritiro dal calcio giocato.
Dal giugno 2018 al giugno 2020 è il  Direttore Sportivo della squadra Monticiana, alla quale è molto legato.

### Associazione Calcio Reggiana 1919
Nella stagione 2022/2023, dopo un periodo di pausa, entra a far parte dello staff della Associazione Calcio Reggiana 1919

## Dopo il ritiro
- Città Monte San Giovanni Campano

Dopo essersi ritirato dal calcio giocato, decide di intraprendere una nuova esperienza: il 09 giugno 2018 è ufficialmente il nuovo direttore sportivo della società ASD Città Monte San Giovanni Campano, l’ultimo club della sua carriera da calciatore, alla quale è molto legato.
Sarà DS della società gialloblu fino al 2020.
- Reggiana Calcio

Nella stagione 2022/2023, dopo un periodo di pausa, entra a far parte dello staff della Reggiana Calcio

## Palmarès

### Club

#### Competizioni nazionali
- Campionato italiano di Serie B: 1

Atalanta: 2005-2006

#### Competizioni regionali
- Promozione: 1

Cassino: 2013-2014